# Kendra Zanotto
Kendra Zanotto (* 30. Oktober 1981 in Los Gatos, Kalifornien) ist eine ehemalige US-amerikanische Synchronschwimmerin.

## Erfolge
Kendra Zanotto gewann mit der US-amerikanischen Synchronmannschaft bei den Panamerikanischen Spielen 2003 in Santo Domingo mit Gold ihre erste internationale Medaille. Sie verwiesen dabei Kanada auf Rang zwei und Brasilien auf Rang drei. Im selben Jahr gelangen Zanotto mit der US-Mannschaft zwei weitere Medaillengewinne bei den Weltmeisterschaften in Barcelona. Im Mannschaftswettbewerb sicherten sich die US-Amerikanerinnen Bronze und in der Kombination Silber.
Bei den Olympischen Spielen 2004 in Athen gehörte Zanotto ebenfalls zum US-amerikanischen Aufgebot in der Mannschaftskonkurrenz. In dieser belegte die US-amerikanische Equipe, zu der neben Zanotto noch Anna Kozlova, Tamara Crow, Erin Dobratz, Rebecca Jasontek, Alison Bartosik, Lauren McFall, Stephanie Nesbitt und Sara Lowe gehörten, den Bronzerang. Sie erhielten mit 97,667 Punkten genau einen Punkt weniger als die zweitplatzierten Japanerinnen und zwei Punkte weniger als die siegreichen Russinnen. Die Spiele waren ihre letzten internationalen Wettkämpfe.